# Thor Larsen
Thor Larsen (20 luglio 1886 – Tønsberg, 3 settembre 1970) è stato un ginnasta norvegese.

## Palmarès

### Olimpiadi
- Argento a Londra 1908 nel concorso a squadre.